# Close to Me (сингл G-Unit)
«Close to Me» — третій, останній сингл американського реп-гурту G-Unit з другого студійного альбому T·O·S (Terminate on Sight).
В інтерв'ю MTV сповістили, що улюблений трек з платівки Тоні Єйо — «Straight Outta Southside», Ллойда Бенкса — «T.O.S. (Terminate on Sight)», а 50 Cent — «Close to Me».

## Відеокліп
Прем'єра відбулась на ThisIs50.com. Режисером анімованого кліпу є Кріс «Broadway» Ромеро, який також працював над іншими відео гурту, зокрема «My Buddy».